# Tildi
A Tildi régi magyar családnév, amely a származási helyre utalhat: Tild (Szlovákia, korábban Bars vármegye).

## Híres Tildi nevű személyek
Tildi
- Tildi Béla (1948) magyar belsőépítész, tanár

Tildy
- Tildy Zoltán (1889–1961) református lelkész, politikus, miniszterelnök, majd köztársasági elnök
- Tildy Zoltán (1917–1994) fotóművész, természetfotós, az előbbi fia